# Les Créatures de Prométhée
Die Geschöpfe des Prometheus
Die Geschöpfe des Prometheus, en français Les Créatures de Prométhée, op. 43, est un ballet pour orchestre en une ouverture et trois actes de Ludwig van Beethoven, composé entre 1800 et 1801 pour répondre à une commande du chorégraphe italien Salvatore Viganò, et créé à Vienne le 28 mars 1801.

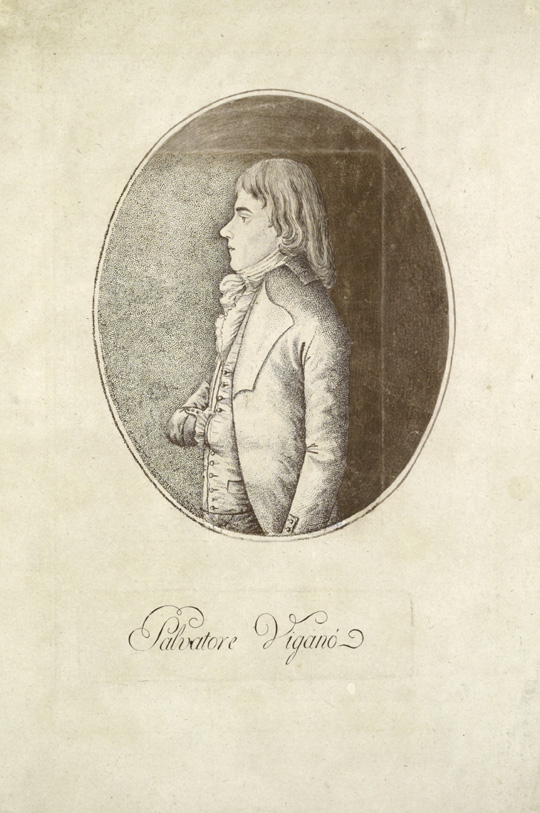
Salvatore Viganò

Unique ballet de Beethoven, Les Créatures de Prométhée connurent un grand succès lors de leur création, mais l'œuvre tomba vite dans l'oubli, Beethoven lui-même en étant peu satisfait. Le livret en a été perdu, mais l'argument faisait référence au mythe de Prométhée qui, après avoir dérobé le feu aux dieux, s'en était servi pour animer deux statues en argile qu'il avait modelées. De nos jours, l'ouverture (la première composée par Beethoven) est souvent jouée, et l'intégrale du ballet assez régulièrement enregistrée sur disque CD.
Ce ballet comporte une nouveauté dans l'orchestration beethovénienne : c'est en effet le seul ouvrage où Beethoven a recours à la harpe (n°5 du ballet).
Beethoven avait publié une version pour piano de son œuvre avant la publication de la version orchestrale.